# Vitinho (ur. kwiecień 1999)
Vitinho, właśc. Vitor Hugo Naum dos Santos (ur. 1 kwietnia 1999 w São José dos Campos, w stanie São Paulo) – brazylijski piłkarz, grający na pozycji napastnika.

## Kariera piłkarska

### Kariera klubowa
Wychowanek miejscowego klubu São José EC oraz Ferroviária i Athletico Paranaense. 15 lutego 2018 roku rozpoczął karierę piłkarską w drużynie Athletico Paranaense. 31 sierpnia 2021 podpisał 5-letni kontrakt z Dynamem Kijów. 2 kwietnia 2022 roku wrócił do byłego klubu, ale już na zasadach wypożyczenia.

## Sukcesy i odznaczenia

### Sukcesy klubowe
Athletico Paranaense
- zdobywca Pucharu Brazylii: 2019
- mistrz Campeonato Paranaense: 2018, 2019, 2020
- zdobywca Copa Sudamericana: 2018